# Кампільйос
Кампільйос (ісп. Campillos) — муніципалітет в Іспанії, у складі автономної спільноти Андалусія, у провінції Малага. Населення — 8641 особа (2010).
Муніципалітет розташований на відстані близько 390 км на південь від Мадрида, 55 км на північний захід від Малаги.

## Демографія
Динаміка населення (INE ):

## Галерея зображень

Розташування муніципалітету у провінції Малага
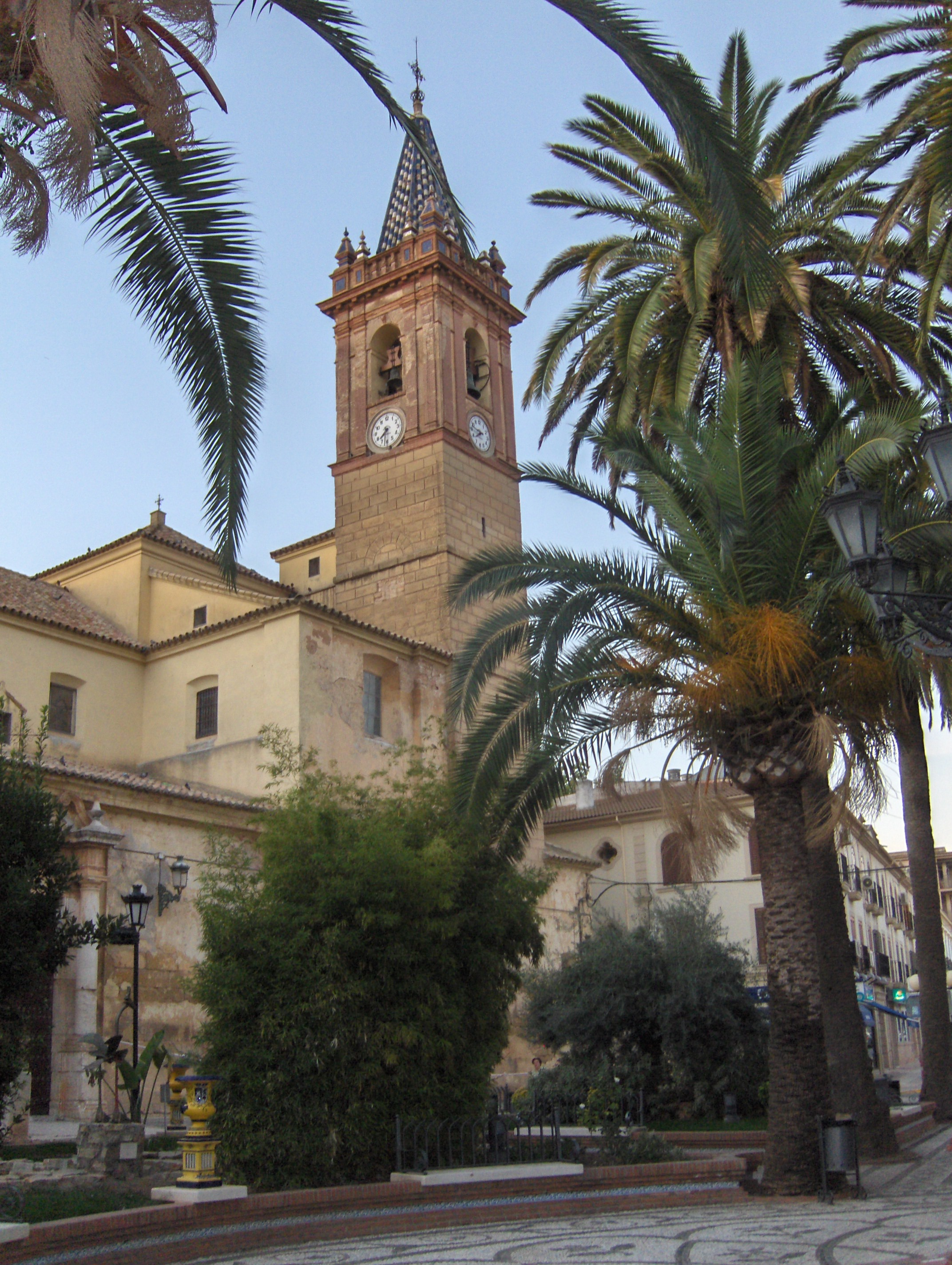
Парафіяльна церква Нуестра-Сеньйора-дель-Репосо
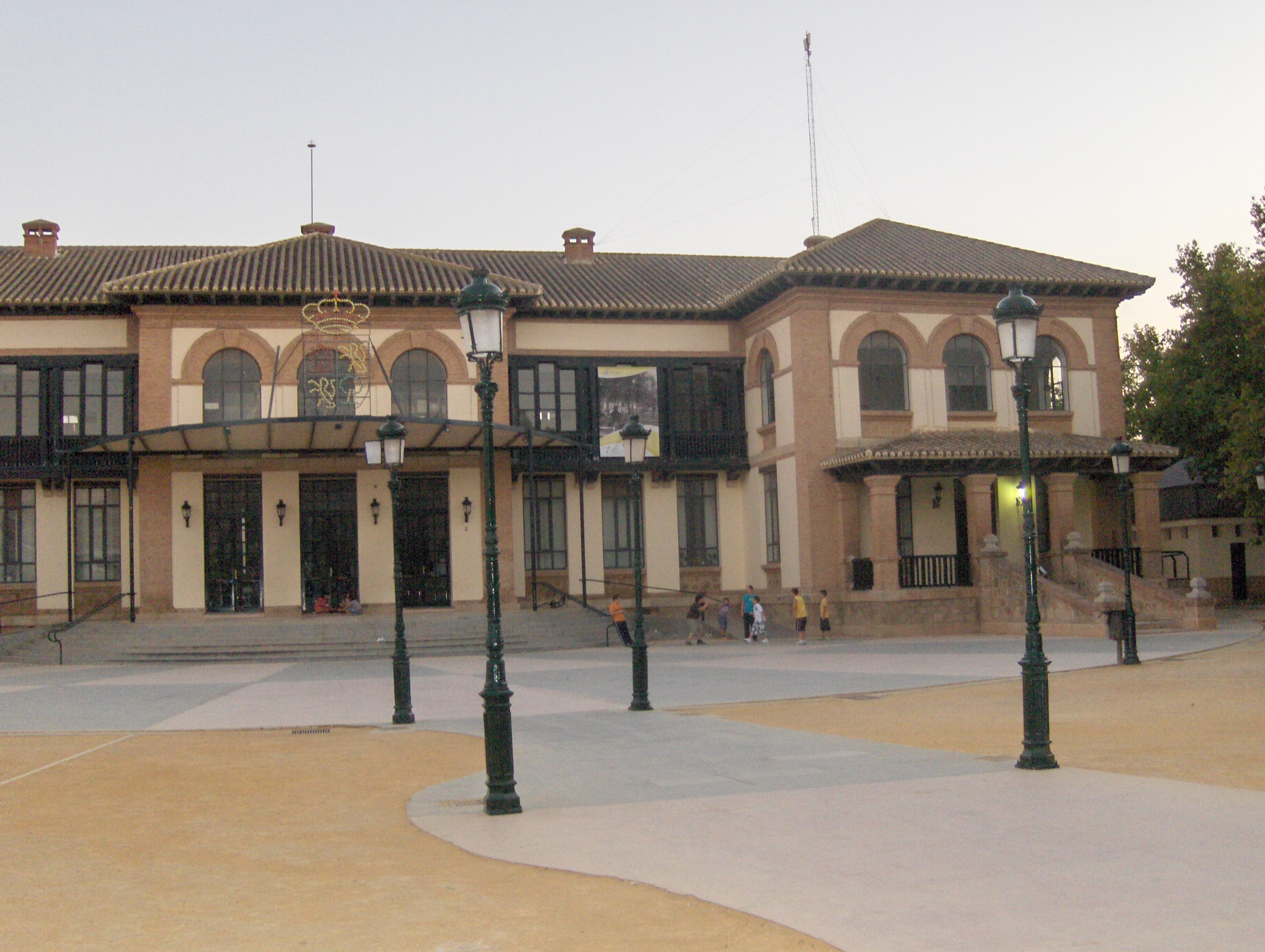
Муніципальна рада